# Portada/efemèride gener 24
Maria Tallchief
« 23 de gener · 24 de gener · 25 de gener »